# 41Y busz (Budapest)
A budapesti 41Y jelzésű autóbusz az Etele tér, Kelenföldi pályaudvar és az Andor utca között közlekedett. A vonalat a Budapesti Közlekedési Vállalat üzemeltette.

## Története
1969. december 1-jén a kelenvölgyi 41-es buszt a Kosztolányi Dezső térig hosszabbították, a Kelenföldi pályaudvartól 41Y jelzéssel indítottak új járatot, mely csak az Andor utcáig közlekedett. A körforgalmú járat 7 perc alatt tette meg a 2 kilométer hosszú útvonalát.
1977. január 1-jén a 141-es jelzést kapta.

## Útvonala
| Andor utca felé                                                                       | Etele tér, Kelenföldi pályaudvar felé                                                                                  |
| ------------------------------------------------------------------------------------- | --- |
| Etele tér, Kelenföldi pályaudvar vá. – Than Károly utca – Andor utca – Andor utca vá. | Andor utca vá. – Andor utca – Kelenvölgyi határsor – Somogyi út – Kelenföldi út – Etele tér, Kelenföldi pályaudvar vá. |

## Megállóhelyei
| 0 | Etele tér, Kelenföldi pályaudvar végállomás | 5 | 18, 19, 49 1, 7, 83, 83Y Budapest-Kelenföld | 19, 49 1, 83, 107 Budapest-Kelenföld |
| ∫ | Somogyi út (sorompó)                        | 3 |                                             |                                      |
| 2 | KÖTUKI                                      | ∫ |                                             |                                      |
| 5 | Andor utca végállomás                       | 0 |                                             |                                      |